# Озургетський тролейбус
Озургетський троле́йбус — закрита тролейбусна система в грузинському місті  Озургеті, що існувала з 27 листопада 1980 по квітень 2006 року.

## Історія
29 листопада 1980 року відбулося відкриття тролейбусного руху в місті Озургеті. Тролейбусну систему обслуговували ЗіУ-682 і чехословацькі Škoda 9Tr, Škoda 14Tr02. 
Піку свого розвитку Озургетський тролейбус досяг у 1990 році, коли на чотирьох маршрутах працювало 22 тролейбуси. Тролейбусного депо в місті не було, його функції виконувала кінцева зупинка в селі Двабзу, де було місце для відстою рухомого складу і оглядова яма з будівлями для зберігання запчастин та інструментів.
Розпад СРСР і подальша за ним громадянська війна в Грузії боляче вдарила по Озургетському тролейбусу. У 1992—1993 роках рух тролейбусів припинявся. З 1994 року тролейбусний рух було відновлено, але лише на двох маршрутах № 1 та 4. Рухомий склад також сильно зменшився через відсутність запчастин  — більш зношені машини стали донорами для інших.
У 2000 році з Озургеті передані до міста Поті два тролейбуси — Škoda 9Tr та ЗіУ-682
У 2003 році було придбано один тролейбус Škoda 9Tr з Поті, у 2005 році потійські тролейбуси знову були передані Озургеті, оскільки в Поті була ліквідована тролейбусна система, але загальна стабілізація в регіонах Грузії після Трояндової революції не змогла допомогти сильно постраждалій через лихоліття у 1990-х роках тролейбусній системі, що і призвело до її закриття у червні 2006 року. Населення було незадоволене ліквідацією  тролейбусної системи. Рухомий склад був списаний і порізаний на металобрухт і нині про тролейбуси в Озургеті нагадують лише колишні розворотні кола в селах Двабзу та Ліхаурі.

## Маршрути
В місті існувало 4 тролейбусних маршрути.
| Колишні тролейбусні маршрути міста Озургеті | Колишні тролейбусні маршрути міста Озургеті | Колишні тролейбусні маршрути міста Озургеті | Колишні тролейбусні маршрути міста Озургеті |
| №                                           | Початковий пункт                            | Кінцевий пункт                              | Примітки                                    |
| ------------------------------------------- | ------------------------------------------- | ------------------------------------------- | ------------------------------------------- |
| 1                                           | Консервний завод (с. Двабзу)                | Екаді                                       |                                             |
| 2                                           | Міський ринок                               | с. Ліхаурі                                  |                                             |
| 3                                           | Залізничний вокзал                          | Вулиця Костава                              |                                             |
| 4                                           | Залізничний вокзал                          | Міська лікарня                              | Кільцевий маршрут                           |

## Рухомий склад
В місті експлуатувалися різні типи моделей тролейбусів.
| Рухомий склад                              | Рухомий склад     |
| Тип моделі                                 | Роки експлуатації |
| ------------------------------------------ | ----------------- |
| Škoda 9Tr                                  | 2003—2006         |
| Škoda 14Tr02                               | 1989—2006         |
| ЗіУ-682В ЗіУ-682В [В00] ЗіУ-682В-012 [В0А] | 1980—2006         |